# Ashley Fure
Ashley Fure (* 1982) ist eine US-amerikanische Komponistin. Sie wurde mit dem Rom-Preis und einem Guggenheim-Stipendium (2017) ausgezeichnet, und ihre Komposition Bound to the Bow (2016) war Finalistin für den Pulitzer-Preis für Musik 2017.

## Ausbildung
Fure wuchs in Marquette, Michigan, auf, studierte am Oberlin Conservatory of Music im Grundstudium, promovierte an der Harvard University und war Postdoktorandin an der Columbia University. Seit 2015 ist Fure Assistenzprofessorin für Musik am Dartmouth College.

## Karriere
Fures Orchesterwerk Bound to the Bow wurde von Samuel Taylor Coleridges Gedicht The Rime of the Ancient Mariner inspiriert. Ihre Oper The Force of Things: An Opera in Objects wurde 2016 in Darmstadt uraufgeführt und 2017 vom International Contemporary Ensemble an der Montclair State University in Montclair, New Jersey, aufgeführt. Die New Yorker Premiere der Oper fand im August 2018 im Rahmen des Mostly Mozart Festivals statt.
Fure entwickelte The Force of Things: An Opera in Objects – ein Werk über die Klimakrise – in Zusammenarbeit mit ihrem Bruder, dem Architekten Adam Fure. Die Oper wird in einem installativen Raum als immersives Erlebnis inszeniert, bei dem das Publikum unter einem Baldachin aus Latexhäuten und hängenden Objekten sitzt. Die Musik verbindet elektroakustische Klangprojektionen mit Live-Performances von Instrumentalist:innen.
Laut der New York Times schufen Fure und ihr Bruder „ein immersives Erlebnis, das klaustrophobisch und körperlich aufwühlend ist. Ihre zentrale Erfindung ist der Einsatz massiver Subwoofer, die Frequenzen erzeugen, die für das menschliche Ohr unhörbar sind, aber stark genug, um jeden Gegenstand und jedes Zwerchfell im Raum in Vibration zu versetzen.“
Das Wall Street Journal schrieb: „Traditionelle Musikinstrumente sind natürlich Mechanismen zur Erzeugung von Vibrationen, und andere Komponisten haben bereits mit den musikalischen Eigenschaften gefundener Objekte experimentiert. Ms. Fures Beitrag besteht darin, vorzuschlagen, dass der Raum selbst lebendig sei – dass die Töne, Rhythmen und Empfindungen, die von diesen scheinbar leblosen Objekten erzeugt werden, ihre eigene Ordnung und Botschaft besitzen, unabhängig davon, ob wir sie entschlüsseln können.“
Alex Ross vom New Yorker bemerkte: „Geschlecht spielt in The Force of Things keine explizite Rolle, obwohl Fures Betonung des Empathiebegriffs als Gegenentwurf zur männlichen Megalomanie mancher modernistischer Vorgänger verstanden werden kann.“
Jaap van Zweden, der Chefdirigent der New Yorker Philharmoniker, wählte Fures Orchesterwerk Filament, um im September 2018 seine Amtszeit zu eröffnen.